# IF Skarp
El IF Skarp es un equipo de fútbol de Noruega que milita en la Tercera División de Noruega, la cuarta liga de fútbol más importante del país.

## Historia
Fue fundado el 30 de junio de 1919 en la ciudad de Tromsø y es el tercer club de fútbol más importante de la ciudad por detrás de Tromsø IL y el Tromsdalen UIL, aunque han pasado la mayor parte de su historia en la Adeccoligaen.
Cuenta con secciones en otros deportes como atletismo, en la cual le han dado a Noruega campeones nacionales como Kaare Meidell-Sundal y Kaare Nerdrum.

## Palmarés
- Segunda División de Noruega: 1

2010